# Spilarctia kebea
Spilarctia kebea là một loài bướm đêm thuộc phân họ Arctiinae, họ Erebidae.